# Nicolás Arriola
José Nicolás Arriola  (Corrientes, 1793 - ibídem, 3 de junio de 1835) fue un militar, estratega, empresario y terrateniente argentino que participó activamente en las Guerras de Independencia Hispanoamericanas. 

## Biografía
Arriola participó de la independencia de la Argentina en el Ejército del Norte, también formó parte del Ejército de los Andes y de la Expedición Libertadora del Perú, es respetado, admirado y considerado el libertador de la Comandancia General de Maynas por liderar con pocos recursos y hombres en su mayoría locales en una guerra paralela a la Independencia del Perú.